# Таро
Таро (лат. Colocasia esculenta) вишегодишња је тропска биљна врста из породице Araceae. Пореклом је из јужне Индије и југоисточне Азије и  првенствено се узгаја као коренасто поврће због јестивог скроба. Сматра се да је настала у Индо-малајској регији, вероватно у источној Индији и Бангладешу, а ширила се према југоисточној и источној Азији и пацифичким острвима, на запад до Египта и источног Средоземља, а затим према југу и западу у источну и западну Африку, одакле се проширила на Карибе и Јужну Америку.